# Roland Chenail
Roland Chenail, né le 14 janvier 1921 à Montréal et mort à Chandler le 6 juin 2010,, est un acteur québécois.

## Biographie
Chenail débute à la radio en 1940 avec une émission intitulée "Les Evocations Poétiques de Roland Chenail".
Il suit une formation au Conservatoire Lassalle, où il obtient une Médaille du Lieutenant Gouverneur et un brevet d'enseignement en 1944.
Il fonde une école d'Art Dramatique à Québec en 1945.
En 1951, il collabore à l'avènement de la télévision de Radio-Canada.
Chenail résidait à Sainte-Thérèse-de-Gaspé en Gaspésie depuis 1989.

## Filmographie
- 1956 : Les Belles Histoires des pays d'en haut (série télévisée) : Dr Cyprien Marignon
- 1960 : Le Petit monde du père Gédéon (série télévisée) : M. Chevalier
- 1962 : Les Enquêtes Jobidon (série télévisée) : Fred Labrecque
- 1962 : La Balsamine (série télévisée) : Gérard
- 1964 : David Thompson: The Great Mapmaker : Baptiste Cadotte
- 1964 : Trouble-fête de Pierre Patry : le père de Lucien
- 1965 : Septième nord (série télévisée) : Candide Poirier
- 1966 : Rue des Pignons (série télévisée) : Charles Jarry
- 1968 : Les Martin (série télévisée) : Octave Thibault
- 1968 : Poussière sur la ville : le docteur Lafleur
- 1968 : Le Monde de Marcel de Dubé : Manuel (série télévisée) : le patron
- 1970 : Les Berger (série télévisée) : Léon-Joseph Beaulieu
- 1971 : Le Martien de Noël : le chef de police
- 1971 : Les 100 tours de Centour (série télévisée) : le chef des génies
- 1972 : Quelques arpents de neige
- 1978 : Le Clan Beaulieu (série télévisée) : Léon-Joseph Beaulieu
- 1982 : Terre Humaine (série télévisée) : Dr René Boudrias
- 1987 : Les Fous de Bassan